# Morwenstow

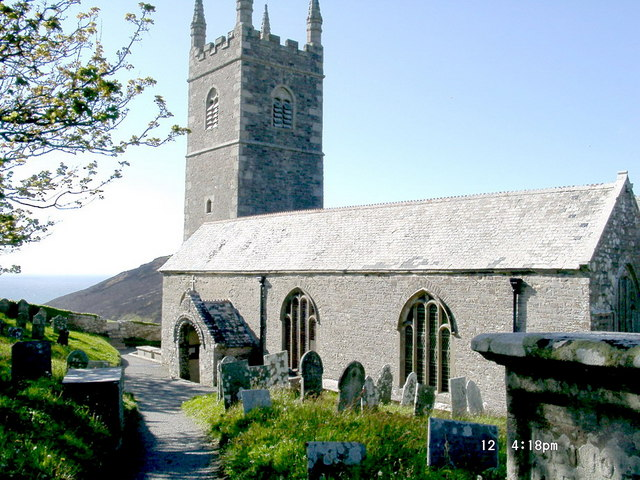
Kirche in Morwenstow

Morwenstow ist ein Ort in Cornwall, etwa 10 km nördlich von Bude. Bei einer Volkszählung im Jahre 2011 betrug die Bevölkerungszahl 791. Auf dem Friedhof der Kirche sind viele bei Schiffsunglücken verstorbene Seeleute bestattet. In der Nähe befindet sich der Militärstützpunkt GCHQ Bude.